# Ǟ
Ǟ (gemenform: ǟ) är ett A med prickar och ett streck över. Ǟ användes i det sedan juni 2013 utdöda språket liviska. Bokstaven uttalas som ett långt ä-ljud.

## Datoranvändning
Med Unicode lagras Ǟ med kodpunkten U+01DE och ǟ med kodpunkten U+01DF.